# Eerste klasse 1999-00 (basketbal België)
Het seizoen 1999-2000 was de 53e editie van de hoogste basketbalcompetitie.
Racing Basket Telindus Antwerpen behaalde voor het eerst in zijn huidige vorm de landstitel  plus veroverde het ook de Beker . KBC Leuven heroverde na één seizoen zijn plaats op het hoogste niveau
Wegens het niet tijdig betalen van bondsschulden verloor Okapi Aalst 2 punten 

## Naamswijziging
Sunair BC Oostende werd Telindus BC Oostende
KBC Leuven werd Telindus Leuven
Union Mons-Hainaut  werd Union Telindus Mons-Hainaut

## Eindstand
|  |    |                             | P  | W  | V  | G | Ptn |
|  | -- | --------------------------- | -- | -- | -- | - | --- |
|  | 1  | Telindus BC Oostende        | 26 | 21 | 5  | 0 | 68  |
|  | 2  | BBC Okapi Aalst             | 26 | 19 | 7  | 0 | 62  |
|  | 3  | RB Telindus Antwerpen       | 26 | 18 | 8  | 0 | 62  |
|  | 4  | Spirou Charleroi            | 26 | 15 | 11 | 0 | 56  |
|  | 5  | Union Telindus Mons-Hainaut | 26 | 14 | 12 | 0 | 54  |
|  | 6  | Hans Verkerk Bree           | 26 | 13 | 13 | 0 | 52  |
|  | 7  | BT Power Wevelgem           | 26 | 13 | 13 | 0 | 52  |
|  | 8  | Telindus Leuven             | 26 | 13 | 13 | 0 | 52  |
|  | 9  | Echo Houthalen              | 26 | 11 | 15 | 0 | 48  |
|  | 10 | Brother Gent                | 26 | 11 | 15 | 0 | 48  |
|  | 11 | Go Pass Pepinster           | 26 | 10 | 16 | 0 | 46  |
|  | 12 | Atomics Brussels            | 26 | 9  | 17 | 0 | 44  |
|  | 13 | FLV Athlon Ieper            | 26 | 9  | 17 | 0 | 44  |
|  | 14 | KBBC Siemens Gent           | 26 | 6  | 20 | 0 | 38  |

## Play-offs
- Best of three Kwart Finales

Hans Verkerk Bree - BBC Okapi Aalst 71-66
BBC Okapi Aalst - Hans Verkerk Bree 97-86
BBC Okapi Aalst - Hans Verkerk Bree 82-71
Telindus Mons-Hainaut - Spirou Charleroi 79-82
Spirou Charleroi - Telindus Mons-Hainaut 85-78
- Best of three Halve Finales

Spirou Charleroi - Telindus BC Oostende 71-78
Telindus BC Oostende - Spirou Charleroi 83-85
Telindus BC Oostende - Spirou Charleroi 88-70
BBC Okapi Aalst - RB Telindus Antwerpen 75-85
RB Telindus Antwerpen - BBC Okapi Aalst 98-75
- Best of five

RB Telindus Antwerpen - Telindus BC Oostende 76-67
Telindus BC Oostende - RB Telindus Antwerpen 95-89
Telindus BC Oostende - RB Telindus Antwerpen 76-77
RB Telindus Antwerpen - Telindus BC Oostende 63-61
1928 · 1929 · 1930 · 1931 · 1932 · 1933 · 1934 · 1935 · 1936 · 1937 · 1938 · 1939 · 1940 · 1941 · 1942 · 1943 · 1944 · 1945 · 1946 · 1947 · 1948 · 1949 · 1950 · 1951 · 1952 · 1953 · 1954 · 1955 · 1956 · 1957 · 1958 · 1959 · 1960 · 1961 · 1962 · 1963 · 1964 · 1965 · 1966 · 1967 · 1968 · 1969 · 1970 · 1971 · 1972 · 1973 · 1974 · 1975 · 1976 · 1977 · 1978 · 1979 · 1980 · 1981 · 1982 · 1983 · 1984 · 1985 · 1986 · 1987 · 1988 · 1989 · 1990 · 1991 · 1992 · 1993 · 1994 · 1995 · 1996 · 1997 · 1998 · 1999 · 2000 · 2001 · 2002 · 2003 · 2004 · 2005 · 2006 · 2007 · 2008 · 2009 · 2010 · 2011 · 2012 · 2013 · 2014 · 2015 · 2016 · 2017 · 2018 · 2019 · 2020 · 2021